# Théâtre Erkel
Le Théâtre Erkel (en hongrois : Erkel Színház) est un théâtre situé dans le 8e arrondissement de Budapest. 